# Ljubow Alexejewna Muchatschowa
Ljubow Alexejewna Muchatschowa (russisch Любовь Алексеевна Мухачёва; * 23. Juli 1947 in Staraja Russa, Oblast Nowgorod) ist eine ehemalige sowjetische Skilangläuferin.
Muchatschowa nahm an den Olympischen Winterspielen 1972 in Sapporo teil. Dort wurde sie mit der sowjetischen Staffel Olympiasiegerin. Außerdem belegte sie den vierten Platz über 10 km und den sechsten Rang über 5 km. Bei der Winter-Universiade 1972 in Lake Placid gewann sie über 5 km, 10 km und mit der Staffel jeweils Gold. Bei sowjetischen Meisterschaften wurde sie 1970, 1971, 1972, 1975 und 1976 Meisterin mit der Staffel.